# Danaë (Rembrandt)
Danaë är en målning av Rembrandt färdigställd 1636. 
Motivet är den antika myten om prinsessan Danaë av Argos som blev inlåst i ett torn. Tavlan visar när Zeus kommer till Danaë i form av ett guldregn.
Tavlan har skador från när konstnären valde att ändra delar av tavlan. Mitten av ovandelen av tavlan är skadad; dock har det gjorts restaureringar för att minska de skadade delarna. 

## Vandalism
Den 15 juni 1985, blev målningen attackerad av Bronius Maigys. Han kastade svavelsyra på tavlan. Dagen efter påbörjades restaureringen av tavlan.